# 直剪试验
直剪试验，全称直接剪切试验（Direct shear test），是土力工程中寻找土的抗剪强度的一种试验。

## 方法
取土的试样放入剪切盒内，将上盒固定，下盒可沿水平方向滑动。首先施加垂直压力，然后在对剪切盒的下盒逐级施加水平剪力，直至试样被剪坏。一般要取4-5个试样，分别施加不同的垂直压力来重复试验。本试验由于简单易行，是测定土的抗剪强度的常用方法。